# Episodi di Law & Order: Organized Crime (terza stagione)
La terza stagione della serie televisiva Law & Order: Organized Crime, composta da 22 episodi, è stata trasmessa in prima visione negli Stati Uniti d'America da NBC dal 22 settembre 2022  al 18 maggio 2023. In Italia la stagione è stata trasmessa per la prima volta dal 6 settembre al 22 novembre 2023  su Top Crime.
| nº | Titolo originale                    | Titolo italiano                      | Prima TV USA      | Prima TV Italia   |
| -- | ----------------------------------- | ------------------------------------ | ----------------- | ----------------- |
| 1  | Gimme Shelter – Part One            | Dammi riparo (1ª parte)              | 22 settembre 2022 | 6 settembre 2023  |
| 2  | Everybody Knows the Dice Are Loaded | Tutti sanno che i dadi sono truccati | 29 settembre 2022 | 13 settembre 2023 |
| 3  | Catch Me if You Can                 | Prendimi se ci riesci                | 6 ottobre 2022    | 13 settembre 2023 |
| 4  | Spirit in the Sky                   | Spirito nel cielo                    | 13 ottobre 2022   | 20 settembre 2023 |
| 5  | Behind Blue Eyes                    | Dietro agli occhi blu                | 27 ottobre 2022   | 20 settembre 2023 |
| 6  | Blaze of Glory                      | Un attimo di gloria                  | 3 novembre 2022   | 27 settembre 2023 |
| 7  | All That Glitters                   | Tutto ciò che luccica                | 10 novembre 2022  | 27 settembre 2023 |
| 8  | Whipping Post                       | Whipping Post                        | 17 novembre 2022  | 4 ottobre 2023    |
| 9  | Last Christmas                      | L'ultimo Natale                      | 8 dicembre 2022   | 4 ottobre 2023    |
| 10 | Trap                                | Auto truccate                        | 5 gennaio 2023    | 11 ottobre 2023   |
| 11 | The Infiltration Game               | Il gioco degli infiltrati            | 12 gennaio 2023   | 11 ottobre 2023   |
| 12 | Partners in Crime                   | Complicità                           | 26 gennaio 2023   | 18 ottobre 2023   |
| 13 | Punch Drunk                         | Confusa                              | 2 febbraio 2023   | 18 ottobre 2023   |
| 14 | All in the Game                     | Tutto in gioco                       | 16 febbraio 2023  | 25 ottobre 2023   |
| 15 | The Wild and the Innocent           | Il selvaggio e l'innocente           | 23 febbraio 2023  | 25 ottobre 2023   |
| 16 | Chinatown                           | Chinatown                            | 23 marzo 2023     | 1º novembre 2023  |
| 17 | Blood Ties                          | Legami di sangue                     | 30 marzo 2023     | 1º novembre 2023  |
| 18 | Tag:GEN                             | Hastag: GEN                          | 6 aprile 2023     | 8 novembre 2023   |
| 19 | A Diplomatic Solution               | Una soluzione diplomatica            | 27 aprile 2023    | 8 novembre 2023   |
| 20 | Pareto Principle                    | Il principio di Pareto               | 4 maggio 2023     | 8 novembre 2023   |
| 21 | Shadowërk                           | Crimini su commissione               | 11 maggio 2023    | 15 novembre 2023  |
| 22 | With Many Names                     | Dai tanti nomi                       | 18 maggio 2023    | 22 novembre 2023  |

## Dammi riparo (1ª parte)
- Titolo originale: Gimme Shelter - Part One
- Diretto da: Jean de Segonzac
- Scritto da: Rick Eid e Gwen Sigan

### Trama
Durante la guerra in Ucraina, l'intera famiglia di un'adolescente viene uccisa. La ragazza si trasferisce a New York dove viene costretta a prostituirsi. Corre per strada con il sangue sul viso quando viene trovata da Frank Cosgrove e viene investita da un'auto. Cosgrove cerca di soccorrerla, ma un uomo la uccide e scappa prima che Frank possa reagire. Cosgrove collabora poi con Jalen Shaw per risolvere il caso. Scoprono che la ragazza viveva con la zia ed era scomparsa da due mesi. Scoprono anche dal medico legale che aveva acqua salata sulle mani e che c'era una festa in corso su uno yacht, in un molo locale. Vanno dal proprietario dello yacht che dice di aver affittato la sua imbarcazione ad altre persone. Per saperne di più, vanno da Olivia Benson che dà loro l'accesso alla telecamera nella zona e scoprono che c'era una persona che inseguiva l'adolescente. Quando vanno a trovare la persona in questione, Mark Sirenko, Cosgrove lo minaccia. Frank viene interrogato da Elliot Stabler poiché l'Organized Crime ha indagato su Sirenko per legami con la criminalità organizzata. Quando scoprono che Stabler ha un informatore alle dipendenze di Sirenko, Stabler si rifiuta di coinvolgerlo, ma poi cambia idea quando Frank dice che non è lo Stabler di cui aveva sentito parlare. L'informatore di Stabler clona i dati del telefonino di Sirenko rischiando di essere ucciso durante l'operazione. Stabler chiede a Benson di cercare informazioni su una donna che hanno trovato sul telefono di Sirenko. L'Unità vittime speciali trova la sua posizione, Cosgrove e Stabler fanno irruzione nella casa, quindi arrestano la donna e trovano una ragazza di 14 anni in una camera da letto.
- Altri interpreti: Mariska Hargitay (Capitano Olivia Benson), Kelli Giddish (Detective Amanda Rollins), Jeffrey Donovan (Detective Frank Cosgrove), Mehcad Brooks (Detective Jalen Shaw), Camryn Manheim (Tenente Kate Dixon), Beau Knapp (Mark Sirenko), Octavio Pisano (Detective Joe Velasco), Andrew Yackel (Vince), Pasha D. Lychnikoff (Daniel Rublev), Jaci Calderon (Nicole Merrick), Alayna Hester (Lily Cosgrove), Karen Tsen Lee (Medico Legale), Snezhana Chernova (Mariel Marchenko), James Mount (Stuart Potter) e Connie Shi (Detective Violet Yee).

- L'episodio inizia un crossover che prosegue con Dammi riparo (2ª parte) (episodio 24x01 di Law & Order - Unità vittime speciali) e si conclude con Dammi riparo (3ª parte) (episodio 22x01 di Law & Order - I due volti della giustizia).

- Ascolti Italia: telespettatori 264 000 – share 1,5% [15]

## Tutti sanno che i dadi sono truccati
- Titolo originale: Everybody Knows the Dice Are Loaded
- Diretto da: John Polson
- Scritto da: Bryan Goluboff

### Trama
La ricca e potente famiglia Silas ha aperto i lavori per il primo casinò di New York, ma qualcuno minaccia di ritardare la costruzione: il residente Henry Cole che si rifiuta di lasciare la sua casa. Quando Cole finisce per morire cadendo dal balcone del suo appartamento, Stabler sospetta che ci sia qualcosa che non va. Il medico legale mostra a Stabler morsi di ratto sulla gamba di Cole. Stabler, Jet e il nuovo detective dell'Organized Crime Jamie Whelan indagano e scoprono che i ratti non sono originari di New York, ma di una specie africana che ha morsi velenosi. L'assassino, che aveva acquistato i topi da un commerciante al mercato nero, viene morso lui stesso. Fugge dal suo letto d'ospedale, guidando gli investigatori in un inseguimento. Nel frattempo un altro detective, Bobby Reyes, entra nella squadra, mentre Ayanna si occupa del suo divorzio da Denise, che non l'ha ancora perdonata per aver arrestato il deputato Kilbride.
- Altri interpreti: Camilla Belle (Pearl Serrano), Gus Halper (Teddy Silas), Michael Drayer (Kenny Kyle), Kevin Corrigan (Vincent Bishop), Keren Dukes (Denise), Frank Wood (Dr. Abel Truman), Wass Stevens (Dominic Russo), Joanie Anderson (Sandra Cole), Jeorge Bennett Watson (Henry Cole), John Doman (Robert Silas), Bru Aju (Ronald Buatsi), Jackie Netis (Martha Rivera), Chris Gross (Uni).

- Ascolti Italia: telespettatori 223 000 – share 1,2% [16]

## Prendimi se ci riesci
- Titolo originale: Catch Me If You Can
- Diretto da: Kate Woods
- Scritto da: Michael Konyves e Juliet Lashinsky-Revene

### Trama
Stabler e la squadra interrogano Silas e Serrano su Kenny Kyle cioè la persona che aveva acquistato i topi. Negano di conoscerlo. Nel frattempo, Kyle è in mezzo a un bosco e trova una pistola nascosta. Due agenti di polizia si presentano ed entrambi vengono colpiti da Kyle. Pearl assume un investigatore privato per spiare Teddy. La persona da cui Kyle ha comprato i ratti viene mandata in ospedale, dopo che Kyle gli ha chiesto un antidoto per i morsi di ratto. Stabler e Jamie fanno visita a una donna alla quale pare che Kyle faccia sempre visita quando si trova in una situazione difficile. Il suo nome è Dede Hayes. Dice che non lo vede da molto tempo. Bell e Reyes vanno al cantiere del casinò dove trovano qualcuno nel muro dell'edificio che è stato morso dai topi. Intanto, Kyle si nasconde a casa di qualcuno per medicare i morsi sulla sua gamba. Poi chiama Hayes che ha mentito agli investigatori e si reca da Kyle. Stabler e Jamie seguono Hayes, ma lei riesce a depistarli facendo credere loro che si trovava in un posto diverso mentre andava da Kyle. Hayes cerca di uccidere Kyle con l'aiuto di altre due persone, ma tutti e tre vengono uccisi da Kyle. Kyle ruba un'auto con un bambino all'interno, cosa che fa sì che Ayanna e Reyes vadano a cercarlo. Ayanna inganna Kyle facendosi dare il bambino mentre Reyes lo arresta. Teddy scopre che Pearl ha assunto un investigatore privato poiché li ha corrotti tutti. Stabler s'infuria quando scopre che uno dei due poliziotti a cui Kyle aveva sparato è morto.
- Altri interpreti: Camilla Belle (Pearl Serrano), Gus Halper (Teddy Silas), Michael Drayer (Kenny Kyle), Kevin Corrigan (Vincent Bishop), Janel Moloney (Viceispettore Lillian Goldfarb), Keren Dukes (Denise), Olivia Horton (Dede Hayes), Erin Fritch (Lisa), Taylor Selé (Ike Crawford), Wass Stevens (Dominic Russo), Catherine Curtin (Ronnie), Anthony Aguilar (Derrick), Bru Aju (Ronald Buatsi).

- Ascolti Italia: telespettatori 223 000 – share 1,2% [16]

## Spirito nel cielo
- Titolo originale: Spirit in the Sky
- Diretto da: Simon Brand
- Scritto da: Jorge Zamacona

### Trama
Nel cantiere del futuro casinò, un nuovo operaio cade e viene portato in ospedale, cosa che porta a una disputa tra Pearl e Bishop. Nel frattempo, Kenny va dai Riker e aggredisce uno degli agenti di polizia presenti, provocando la visita di Stabler. Reyes vuole andare dai Riker per cercare di parlare con Kenny, ma Bell non vuole che lo faccia. Successivamente cambia idea. A causa dell'incidente nel cantiere, i lavori vengono interrotti. Reyes cerca di entrare in cantiere con Kenny e ci riesce, ma si prende una coltellata allo stomaco che era destinata a Kenny. Bishop è fuori città con Russo per un funerale quando viene a sapere dell'incidente in cantiere. Pearl successivamente assume il controllo dell'intera costruzione. Bell vuole che Reyes esca dai Riker perché non vuole perdere un altro poliziotto come ha perso Gina Cappelletti. Stabler successivamente assume il ruolo di suo segnalatore. Bishop e Russo temono che Kenny parlerà in prigione. Stabler e Reyes riescono a concludere un accordo con Kenny; la sua testimonianza in cambio del fatto di andare in una prigione in Florida per stare vicino alla famiglia. Stabler e la task force trovano una connessione tra Russo, Bishop e Kenny. Stabler e Jamie inseguono Russo fino all'aeroporto JFK dove si scatena una sparatoria nella quale Russo viene ucciso. Silas e suo padre parlano della morte di Russo e di come Stabler sia alle loro calcagna. Stabler cerca ancora di far ragionare Teddy e Pearl, ma questi si rifiutano di parlare. Stabler e Jamie successivamente fanno visita a Bishop che si suicida nella vasca da bagno a casa della sua famiglia. Kenny riesce ad andare in Florida e ringrazia Reyes per averlo aiutato. Stabler dice a Pearl di guardarsi le spalle mentre la casa di Henry Cole viene demolita.
- Altri interpreti: Camilla Belle (Pearl Serrano), Gus Halper (Teddy Silas), Michael Drayer (Kenny Kyle), Kevin Corrigan (Vincent Bishop), Wass Stevens (Dominic Russo), Taylor Selé (Ike Crawford), Polly Lee (Camille Bishop), Gary Hilborn (Albert Nylan), John Doman (Robert Silas), Xander Chauncey (Dottore), David Chen (Detenuto nº1), Michael Bowen (Guardia), Salar Ghajar (Autista di Dominic).

- Ascolti Italia: telespettatori 171 000 – share 0,9% [17]

## Dietro agli occhi blu
- Titolo originale: Behind Blue Eyes
- Diretto da: John Polson
- Scritto da: Barry O'Brien

### Trama
Stabler viene chiamato a testimoniare contro la Fratellanza in tribunale. Successivamente viene chiamato da Amanda Rollins per indagare sullo stupro di due ragazze che sono state violentate da uomini vestiti da poliziotti. Bell viene informata dal viceispettore che l'Organized Crime rischia di essere chiuso. Stabler e la task force interrogano il ragazzo che è stato aggredito dai poliziotti corrotti, ma lui non si fida degli investigatori. Inizialmente pensano che l'aggressione e gli stupri siano opera di una fazione della Fratellanza, ma l'ipotesi si rivela sbagliata. Nel frattempo, un ragazzo di nome Dante esce di prigione e si unisce ai suoi amici Manny e Vaughn che si rivelano essere il gruppo di finti poliziotti. Dante più tardi si unisce ai suoi amici e quella stessa notte portano a termine un'altra rapina. Durante la rapina, mentre Vaughn cerca di violentare la ragazza in casa, Dante rivela il suo nome e questo lo spinge a sparare alla ragazza. Bell e Jamie trovano del sangue su un tavolino da caffè e scoprono che quel sangue appartiene a Manny, mentre Jet e Jamie vanno in una discoteca per clonare i dati del suo telefonino, operazione che portano a termine con successo. Rollins e Stabler riescono a ottenere così un confronto con la figlia del primo stupro di Manny. Jet riesce a scoprire che quella notte la banda farà un'altra rapina. Reyes torna nella task force dopo aver testimoniato contro l'uomo che lo ha accoltellato. Con l'aiuto della polizia, la task force inizia una sparatoria contro i falsi poliziotti che termina quando Dante viene colpito e Manny viene arrestato per essere rimasto con Dante. Reyes rivela a Bell di essere cresciuto in una casa-famiglia con Manny, Dante e Vaughn.
- Altri interpreti: Kelli Giddish (Detective Amanda Rollins), Janel Moloney (Viceispettore Lillian Goldfarb), Christopher Cassarino (Vaughn Davis), Pooch Hall (Dante Scott), Anthony Lee Medina (Manny Rivera), Daniel Jenkins (Leonard Baker), Jason Tam (Padre Lin), Abel Santiago (Gabriel Esparza), Glenys Warrior Javier (Maria Esparza), Isabel Wicker (Jazmin Esparza), Osei White (Ramon Samuels), Kyra Davis (Tiana Samuels), Stephan Godleski (Nico).

- Ascolti Italia: telespettatori 171 000 – share 0,9% [17]

## Un attimo di gloria
- Titolo originale: Blaze of Glory
- Diretto da: Anna Dokoza
- Scritto da: Daniel Beaty (accreditato come Daniel 'Koa' Beaty)

### Trama
La squadra fa irruzione nella casa di Vaughn solo perché Vaughn guardi da una telecamera di sicurezza e faccia saltare in aria un'auto fuori dalla casa, a pochi passi dalla squadra. Reyes torna in ospedale per parlare con Dante, ma quest'ultimo non gli dà nulla su cui lavorare. L'ufficio del viceispettore è in grado di fornire più risorse alla squadra, cosa che avverrà in seguito. Stabler e Jamie parlano con l'avvocato di Manny che non ha intenzione di concludere un accordo e fornire informazioni. Reyes va a casa della sua famiglia adottiva per trovare Leonard, ma quest'ultimo scappa da una finestra mentre Reyes sta parlando con i bambini al piano di sotto. La banda di Vaughn cerca di sparare a due poliziotti, uno dei quali rimane ferito. Stabler e Jamie scoprono che Vaughn era all'Accademia di polizia e parlano con il suo istruttore. L'istruttore li conduce da Paul Fink, un imbroglione locale in una sala da biliardo e vanno da lui per ottenere informazioni. Vaughn uccide altri due membri della sua banda perché non seguono i suoi ordini. Paul conduce Stabler e Jamie dal detective della polizia di New York Nate Reynolds, che mente agli investigatori dicendo che non parla con Vaughn. Stabler e Jamie seguono Reynolds in una discarica, dove lo vedono mettere delle pistole in un cassonetto. Reyes, ancora sulle tracce di Leonard, lo segue in una casa e lo affronta. Leonard è in grado di dire a Reyes e Bell che Vaughn sta cercando di uscire di scena "in un tripudio di gloria". Vaughn più tardi si presenta alla discarica e viene coinvolto in una sparatoria con Stabler e Jamie dove viene successivamente arrestato. Reyes va a dare la notizia a Dante, ma scopre che è morto. Mentre Stabler e Bell festeggiano con un brindisi, Stabler riceve una chiamata da Pearl Serrano che gli dice di avere informazioni per lui.
- Altri interpreti: Camilla Belle (Pearl Serrano), Janel Moloney (Viceispettore Lillian Goldfarb), Christopher Cassarino (Vaughn Davis), Pooch Hall (Dante Scott), Daniel Jenkins (Leonard Baker), Carmen Zilles (Tammy Reyes), Bruce Kirkpatrick (Agente Cabrera), Jeff Adler (Paul Fink), Kelvin McGrue (Vicecapo Levitt), Morgan Marcell (Agente Royce), Paul Douglas Anderson (Agente Diaz), Cate Bottiglione (Avvocato Difensore Evans), Adrienne Acevedo Lovette (Maria).

- Ascolti Italia: telespettatori 170 000 – share 0,9% [18]

## Tutto ciò che luccica
- Titolo originale: All That Glitters
- Diretto da: Simon Brand
- Scritto da: Josh Fagin e Candice Sanchez McFarlane

### Trama
Jet e Jamie vanno sotto copertura per sventare un'operazione di contrabbando di gioielli con l'aiuto della detective Tia Leonetti. Tia è l'ex partner di Stabler quando era nel NYPD a Roma. È venuta a New York per aiutare a catturare Abramov, responsabile dell'operazione criminale. Nel frattempo, Abramov uccide uno dei suoi uomini quando questo chiede altri gioielli. Reyes va sotto copertura per parlare con Abramov. La trattativa ha successo, ma i criminali riescono a consegnare una delle ragazze coinvolte nell'operazione di contrabbando. Nel frattempo, Pearl Serrano fornisce a Jamie informazioni per aiutarlo a sconfiggere Teddy Silas, il che è un successo quando trovano il magazzino dove Abramov conserva i gioielli, così come il teschio di una delle sue vittime. Stabler e Tia riescono a ottenere informazioni da un membro del consolato del Nord Africa, territorio da cui provengono i gioielli contrabbandati da Abramov. Tutti inseguono Abramov in un aeroporto dove cerca di scappare, ma la task force riesce a catturarlo. La polizia di New York riesce a trovare altre ragazze tenute in ostaggio dalla banda di Abramov. Pearl cerca di convincere Teddy a lasciare gli affari.
- Altri interpreti: Camilla Belle (Pearl Serrano), Gus Halper (Teddy Silas), Ayelet Zurer (Tia Leonetti), Mark Ivanir (Mikael Abramov), Rajesh Bose (Jay), Anastasia Mirabelle (Joy), Tom Ukah (Yousef Deng), Yaron Urbas (Foreman), Anthony Laciura (Rocco), Dave Morrissey Jr. (Scagnozzo nº3), Nick Shea (Membro della squadra speciale), Paige Simunovich (ragazza che abbraccia).

- Ascolti Italia: telespettatori 170 000 – share 0,9% [18]

## Whipping Post
- Titolo originale: Whipping Post
- Diretto da: Sharon Lewis
- Scritto da: Jorge Zamacona

### Trama
Bell riceve la visita di Lillian Goldfarb che le dice che verrà promossa a viceispettore se l'Organized Crime chiuderà. Nel frattempo, Stabler riceve una chiamata da Teddy che dice che Pearl è misteriosamente caduta la notte precedente ed è in ospedale. I medici non conoscono il motivo di quanto accaduto. Bell dice a Stabler di non accettare il caso, ma lui non la ascolta e lo accetta comunque. Stabler e Jamie vanno al bar in cui Pearl è caduta e scoprono che il filmato di sicurezza è stato cancellato. Robert Silas dice a Teddy di rimuovere il nome di Pearl da tutti i suoi beni. Stabler e Jamie fanno visita a un barista che lavorava quella notte e che drogava le persone al bar. Successivamente scoprono che non è stato lui a drogare il drink di Pearl. Jet scopre che Pearl indossava una sciarpa quando se n'è andata: controllando la sciarpa, la squadra scopre che è intrisa di una droga. Nel frattempo, Reyes e Jamie vanno a casa di Teddy per fare un controllo forense per una droga, ma lui non permette loro di aiutarli. Stabler va a trovare Tia prima che se ne vada per aiutarli con il caso. Stabler va in ospedale per vedere Pearl, ma lei ha lasciato l'ospedale con l'aiuto di sua sorella. Ottengono informazioni dal portiere dell'edificio che una società di lavanderia a gettoni ha portato una sciarpa con la scritta Belucci. Stabler e Tia vanno ad arrestare Belucci che fugge, ma riescono a prenderlo. Lo interrogano, ma entra il suo avvocato che si rivela essere lo stesso avvocato di Silas. Tia torna in Italia e dice addio a Stabler. Silas scopre dell'avvocato e picchia Belucci con una mazza davanti a Stabler, Reyes e Jamie. Stabler parla con Teddy di quello che ha detto Belucci nell'ambulanza, cioè che è stato Robert Silas a ordinare l'omicidio di Pearl Serrano. Teddy ribatte dicendo a Stabler che Pearl è incinta. Stabler cerca di trovare Robert, ma questo è fuggito dal suo appartamento. Alla fine, Bell dice a Stabler che l'Organized Crime sta chiudendo e lui si arrabbia dicendo che "il suo cuore e la sua anima sono in questa unità".
- Altri interpreti: Camilla Belle (Pearl Serrano), Gus Halper (Teddy Silas), Ayelet Zurer (Tia Leonetti), Janel Moloney (Viceispettore Lillian Goldfarb), Gian-Murray Gianino (Luca Belucci), James Ciccone (Tommaso Vizzini), Elizabeth Danielle Pujadas (Ava Serrano), John Doman (Robert Silas), Jamal Lloyd Johnson (Jace Porter), Aaron Fili (Gil Olsen), Harper J. Harris (Jennifer Gleeson), Rachit Trehan (Dottore).

- Ascolti Italia: telespettatori 228 000 – share 1,2% [19]

## L'ultimo Natale
- Titolo originale: Last Christmas
- Diretto da: Jean de Segonzac
- Scritto da: Sean Jablonski

### Trama
L'avvocato di Robert Silas si presenta alla task force per parlare della conclusione di un accordo. Stabler e Bell incontrano Robert in un luogo neutrale per discutere l'accordo mentre Jet, Jamie e Reyes sono in viaggio. Arrivati a destinazione, scoprono che non possono contattare nessuno perché non c'è campo. Mentre si discute dell'accordo, si presenta un finto procuratore distrettuale dopo che Bell gli ha detto dove andare. Bell scopre che è finto quando il vero procuratore distrettuale si presenta per fare il lavoro. La task force inizia una sparatoria con il falso procuratore dove Stabler finisce per sparargli dalla finestra. Quando Stabler, Reyes e Jamie vanno a controllare il corpo, subiscono un'imboscata da parte dei membri della famiglia criminale Russo. Jamie viene colpito e finisce in un'altra parte dell'edificio, ma Stabler riesce a trovarlo. La squadra riesce a uscire dall'edificio grazie al lancio del cellulare di Reyes dal tetto per ricevere un segnale. Bell dice a Lillian che non accetterà il nuovo lavoro e sgombera il suo ufficio.
- Altri interpreti: Janel Moloney (Viceispettore Lillian Goldfarb), Eric T. Miller (Giovanni Costello), Satomi Hofmann (Silas Attorney), Adit Dileep (Avvocato Sanders), James Russell (Avvocato Polson), John Doman (Robert Silas), Troy Valjean Rucker (Uomo nº1).

- Ascolti Italia: telespettatori 228 000 – share 1,2% [19]

## Auto truccate
- Titolo originale: Trap
- Diretto da: John Polson
- Scritto da: Emmy Higgins

### Trama
Un informatore di nome Tino va a sbattere contro un'auto della polizia, mentre la sua ragazza viene rapita da un gruppo di piloti di strada. Stabler finisce per vedere uno psichiatra dopo l'incidente al magazzino di Robert Silas, ma se ne va quando riceve una chiamata da Tino che gli chiede aiuto per trovare la sua ragazza. Bell incontra il nuovo viceispettore che la rispetta, dopo quello che ha fatto rifiutando il posto di lavoro. Stabler e Reyes incontrano un amico di Stabler nel Bronx che si rifiuta di fornire informazioni sui piloti di strada. La task force scopre che i piloti prendono ordini da una donna di nome Menedez che gestisce il giro da Miami. Stabler e Reyes arrestano uno dei suoi piloti dopo aver trovato gli auricolari della ragazza nel retro dell'auto. Jamie va sotto copertura in quanto gareggiava in passato con auto truccate. Cerca di diventare un nuovo pilota del gruppo di Menedez e ottiene il rispetto di un uomo di nome Ruiz, riuscendo a diventare uno dei piloti del gruppo. Jamie viene portato nello stesso luogo in cui si trova la ragazza di Tino: la task force interviene e abbatte alcuni membri del gruppo, mentre Menedez, Ruiz e Jamie se ne vanno con un'altra macchina. Reyes e Jet inseguono l'auto, ma Jamie li supera in astuzia.
- Altri interpreti: Ana Osorio (Bernanda Menendez), Joseph T. Campos (Cristobal Ruiz), Gabriel Sloyer (Nestor Castillo), James Roch (Viceispettore Ray Thurman), Max Baker (Dr. Newsom), Markice Moore (Tino Alvarez), Eric Leviton (Georgio Sanz), Mauricio Lozano (Chaz), Ayla Eloy (Sherie Alvarez), Devon Goffman (Greg Florial), Gilbert Cruz (Esteban), Daniela Thome (Ines), Ethan Levy (Giovane ubriaco).

- Ascolti Italia: telespettatori 167 000 – share 0,9% [20]

## Il gioco degli infiltrati
- Titolo originale: The Infiltration Game
- Diretto da: Stephen Surjik
- Scritto da: Alec Wells

### Trama
Jamie accompagna Ruiz e Menedez dove si trova il vero leader dell'organizzazione, Antonio Duran. Duran caccia immediatamente Jamie e questo fa sì che Stabler subentri nell'operazione sotto copertura. Mettono in scena la morte di Jamie, cosa che lo fa infuriare perché voleva fare il lavoro. Thurman porta due detective da Miami per aiutare la task force a smantellare l'operazione di traffico di droga di Duran. Stabler riesce a ottenere una posizione nel gruppo di Duran grazie al video messo in scena. Duran poi chiede a Menedez di tenere d'occhio Stabler per vedere di cosa si occupa. Stabler in seguito scopre che c'è stata una sparatoria vicino alla cantina del suo amico che aveva visitato in precedenza e conforta il proprietario. Stabler ha bisogno di più soldi per l'accordo di Duran. Quando torna al bar, scopre che Ruiz è stato colpito. Mentre cerca di mettere in salvo Ruiz, i due detective di Miami fanno irruzione nel bar e uccidono Ruiz. Stabler e Jamie litigano perché Jamie sta impedendo agli investigatori di Miami di sapere qualcosa sul caso. Bell scopre che c'è qualcosa che non va in Thurman così come in alcune indagini e scoprono che ha una seconda identità. Guardando indietro il GPS di Ruiz, riescono a trovare un nascondiglio dove arrestano Menedez. Menedez guida la task force contro Duran che viene arrestato. Quando scopre che le hanno mentito per tutto questo tempo, uccide Duran e viene arrestata dalla squadra. Stabler si scusa con Jamie per l'interrogatorio a cui lo ha sottoposto.
- Altri interpreti: Tony Amendola (Antonio Duran), Ana Osorio (Bernanda Menendez), Joseph T. Campos (Cristobal Ruiz), James Roch (Viceispettore Ray Thurman), Joseph Melendez (Freddy), Narada Campbell (Detective Lowry), German Santiago (Detective Martinez), Gilbert Cruz (Esteban), Sharon Gallardo (Barista), Kristie Keleshian (Reporter), Leo Rodriguez (Nipote).

- Ascolti Italia: telespettatori 167 000 – share 0,9% [20]

## Complicità
- Titolo originale: Partners in Crime
- Diretto da: Tess Malone
- Scritto da: Barry O'Brien (soggetto e sceneggiatura) e John A. McCormack (sceneggiatura)

### Trama
Alla citazione in giudizio di Octavio Montanero, Montanero si scaglia in tribunale dicendo che non ha ucciso l'ex partner di Bell e accusando Eamon Murphy dell'omicidio. Ciò induce Bell a indagare su cosa è successo allora. Scopre che l'arma che ha ucciso il suo partner non è compatibile con la pallottola ritrovata. Murphy scopre cosa è successo durante l'udienza in tribunale e chiede al suo secondo Seamus O'Meara di occuparsene. Montanero viene poi ucciso in carcere. Thurman in seguito dice a Bell di stare attenta a ciò che sta facendo con il caso. Stabler chiede aiuto a Teddy Silas per usare uno dei suoi bar in modo da aprire un'operazione per abbattere Murphy in cambio di una condanna più leggera. La task force allestisce il bar e il casinò per farli sembrare legittimi in modo da poterli aprire agli affari. Reyes va a trovare un suo parente per chiedere aiuto per abbattere i New Westies. O'Meara e Murphy fanno visita alla moglie di Montanero e la minacciano con il cane assassino di Murphy. Stabler riceve la visita di Rika Harold, un procuratore distrettuale che vuole che Stabler le fornisca informazioni sui New Westies. Bell riceve la visita della moglie del suo ex partner per ottenere supporto nel caso, ma si lascia tutto alle spalle. Quando Reyes e Jet portano Teddy al bar, lo vedono con una pistola carica nella borsa e gliela confiscano. Al casinò, Jet riesce a entrare in confidenza con O'Meara e i due iniziano una relazione. Reyes e Jamie riescono a portare a termine un'operazione con il resto della banda di O'Meara. Stabler e Bell dicono a Jet che sta facendo un buon lavoro sotto copertura. Jet più tardi incontra O'Meara per strada e poi Murphy. Rika chiama Stabler dicendogli che la morte di Montanero è stata considerata un suicidio e che il caso è stato chiuso.
- Altri interpreti: Gus Halper (Teddy Silas), Timothy V. Murphy (Eamonn Murphy), Michael Malarkey (Seamus O'Meara), Kathleen Munroe (Procuratrice Distrettuale Rika Harold), James Roch (Viceispettore Ray Thurman), Brandon Espinoza (Octavio Montanero), Gabriela Garcia (Isabel 'La Doña' Guzman), John Maria Gutierrez (Gustavo Lopez), Brannon Cross (Brandon), Kerry Malloy (Leon), Tuck Milligan (Padre Winters), Sharon Brathwaite (Marjorie Jennings), Gladys Torres (Mia Montanero).

- Ascolti Italia: telespettatori 178 000 – share 0,9% [21]

## Confusa
- Titolo originale: Punch Drunk
- Diretto da: Brenna Malloy
- Scritto da: Juliet Lashinsky-Revene

### Trama
Jet sta facendo grandi passi nella sua relazione con O'Meara. Al bar scoppia una rissa con O'Meara e un altro gruppo di persone. Successivamente si scopre che si tratta di persone assunte da Rika per aiutare Stabler. Murphy visita il bar e chiede a Stabler di diventare suo socio; Stabler accetta e gli promette il 25% dei profitti, se Murphy si presenterà regolarmente al bar. O'Meara e Jet vanno a un eliporto dove vedono Murphy portare dentro un campione di boxe irlandese. Pare che Murphy abbia al dito l'anello dell'accademia di polizia dell'ex partner di Bell. Bell più tardi va a trovare Thurman che non le permette di andare oltre, quando dice che nessuno le impedirà di risolvere il caso. Intanto Jamie e Reyes stanno cercando di convincere Gustavo, una delle persone che sono state arrestate in precedenza, a tornare indietro e comprare più droga in modo da avere più informazioni possibili sul traffico di stupefacenti. Jet crede che ci sia un contratto su O'Meara se non esegue determinati ordini. Gustavo abbandona l'operazione e Stabler deve entrare e allestire un altro bar poiché Murphy si è arrabbiato. O'Meara e Jet stanno alzando la posta nella loro relazione. Reyes scatta loro delle foto e le mostra a Bell, che comincia a pensare se sia il caso di eliminare Jet dall'operazione. Intanto Teddy e Murphy organizzano un incontro di boxe al bar. Jet si arrabbia con Reyes per aver scattato le foto fra lei e O'Meara. Jet organizza anche un finto spettacolo davanti a Bell per dimostrare che è pronta ad accettare il lavoro. L'incontro di boxe procede bene, finché non entra in scena Michael Amato sparando in aria. O'Meara e Jet scappano fuori, ma a Jet viene tolta la parrucca facendo saltare la sua copertura. O'Meara la mette fuori combattimento e la rinchiude nel bagagliaio della sua auto mentre Bell ascolta al telefono.
- Altri interpreti: Gus Halper (Teddy Silas), Timothy V. Murphy (Eamonn Murphy), Michael Malarkey (Seamus O'Meara), Kathleen Munroe (Procuratrice Distrettuale Rika Harold), James Roch (Viceispettore Ray Thurman), John Maria Gutierrez (Gustavo Lopez), Don DiPetta (Michael Amato), Francesco D'Onofrio (Gio Amato), Levon Panek (James 'Goliath' Kenneally), Mike Liscio (Arbitro), Frank Lewallen (Vincent Morello), Anthony Cipriani (Detenuto).

- Ascolti Italia: telespettatori 178 000 – share 0,9% [21]

## Tutto in gioco
- Titolo originale: All in the Game
- Diretto da: Oz Scott
- Scritto da: Michael Konyves

### Trama
Amato vede Jet mentre viene rapita da O'Meara e viene rapito a sua volta da Murphy pochi istanti dopo. Teddy tiene in ostaggio un poliziotto e scappa dopo che la task force gli ha detto di non intromettersi. Stabler chiede a Murphy dove sia O'Meara. Murphy ha un'idea di dove potrebbe essere. O'Meara porta Jet nel bosco per ucciderla. Jet riesce a scappare e la task force arresta O'Meara dopo che Stabler gli ha sparato. Murphy scopre da Amato che l'Organized Crime gestiva il bar e in seguito uccide Amato con il suo cane. Bell e Stabler scoprono che Teddy è scappato da Thurman mentre confortava Jet in ospedale. Teddy riceve aiuto da un amico e chiama Murphy. Jamie e Reyes lo mancano per un secondo mentre Teddy scappa. Nel frattempo, Stabler, Jet e Bell trovano la pistola che ha ucciso l'ex partner di Bell nel luogo in cui hanno arrestato O'Meara. Stabler chiede a O'Meara della pistola che hanno trovato, mentre Jamie e Reyes interrogano il proprietario dell'autofficina chiedendogli se ha aiutato Teddy a fuggire. Teddy sta per essere ucciso dal cane di Murphy, ma la task force interviene prima che la situazione peggiori. Bell interroga Murphy riguardo al suo ex partner. Jet fa visita a O'Meara prima che vada in prigione per le sue azioni. Bell in seguito scopre che Murphy è un informatore dell'FBI e la loro indagine viene bloccata. Bell successivamente incontra Murphy nel suo magazzino e quasi lo uccide, ma viene fermata da Stabler. O'Meara viene ucciso nel suo letto d'ospedale per ordine di Murphy, e Jet resta sconvolta per l'accaduto. Stabler minaccia Murphy dicendogli di guardarsi le spalle.
- Altri interpreti: Gus Halper (Teddy Silas), Timothy V. Murphy (Eamonn Murphy), Michael Malarkey (Seamus O'Meara), James Roch (Viceispettore Ray Thurman), Don DiPetta (Michael Amato), Morgan Brown (Brandon), J.J. Pyle (Sherry), Michael Castillejos (Luis), Levon Panek (James 'Goliath' Kenneally), Duke Williams (Randall), Carla Woods (Dottoressa), Robert Constantine (Guardia Carceraria), Robertson Michaud (Guardia Ospedaliera).

- Ascolti Italia: telespettatori 151 000 – share 0,8% [22]

## Il selvaggio e l'innocente
- Titolo originale: The Wild and the Innocent
- Diretto da: Alex Zakrzewski
- Scritto da: Jorge Zamacona

### Trama
Stabler cerca di impedire una guerra tra bande quando Janelle Carver, figlia di David Carver (leader di una banda di motociclisti ed ex comandante di plotone di Stabler nei marine), viene rapita e il suo fidanzato assassinato dai membri di una banda rivale guidata da Peter Grimes, che ha stretti legami con il cartello di Los Toros. La squadra usa un potenziale cliente per trovare un deposito di armi, ricercato anche dall'ATF. Informano Stabler che i rapimenti sono solitamente opera dei cartelli, non delle bande di motociclisti, il che porta Stabler a scoprire che Carver vendeva armi a Grimes, che poi le consegnava al cartello. Carver si è ritirato dall'accordo quando ha scoperto che il cartello stava uccidendo i marine, ma non è in grado di fornire il nome del fornitore che stampa le armi in 3D. Rintracciando le vendite di polimeri con stampanti 3D, Bell e Jet trovano il produttore Julius Hays e gli propongono un accordo. Stabler viene perdonato da David per il suo traffico d'armi. Nel frattempo, Marco di Los Toros fa pressione su Grimes, che gli promette tutte le armi di cui ha bisogno. Grimes modifica l'accordo e minaccia Stabler sotto copertura con un filmato di Janelle. Dato che Julius era un produttore fantasma, Whelan decide di presentarsi all'affare sotto copertura come Hays, vendendo armi che non sparano. L'affare inizia ad andare male quando Los Toros si presenta con l'intento di prendere "Hays" dopo che un membro della banda di Carver lo ha informato dell'affare e ne è seguito uno scontro a fuoco. Grimes scappa con Janelle, ma la task force lo raggiunge e lo arresta.
- Altri interpreti: Michael Biehn (David Carver), Ronnie Gene Blevins (Peter Grimes), Michael Markiewicz (Deacon), Anthony Goes (Mac), Brandi Bravo (Janelle Carver), Jeff Leaf (Calvin Harper), Alex Marz (Bruce), Marcus Cruz (Marco), Ethan Dubin (Julius Hayes), Josh Krol (Rowly Devers), Omar Moustafa Ghonim (Mike), Khorri Ellis (Greg), Donald John Hewitt (Motociclista).

- Ascolti Italia: telespettatori 151 000 – share 0,8% [22]

## Chinatown
- Titolo originale: Chinatown
- Diretto da: Milena Govich
- Scritto da: Josh Fagin e Candice Sanchez McFarlane

### Trama
Il detective Ray Thurman chiama l'Organized Crime dopo il tentato omicidio di Stephen Lee, un candidato per il consiglio comunale di Chinatown. Durante l'attentato la moglie di Lee, Jennifer, viene colpita e portata in ospedale. Il detective Chang, del 4° Distretto, Affari Comunitari, cerca di spingere l'Organized Crime fuori dal caso. Lee stava ricevendo minacce da parte di bande e ha informato il 4° Distretto, ma ha sempre rifiutato una scorta finché Stabler non lo convince. L'indagine porta a Daniel Yao, un lavoratore che è fuggito durante il tentato omicidio. Stabler e Bell incontrano il Capitano Lin al 4° Distretto, che è altrettanto poco collaborativo. Yao rivela che l'assassina è Yeung, un'affiliata alla Doyers Street Gang, la più grande di Chinatown, ma Chang arriva per informare Stabler e Bell che Yao sta mentendo, poiché Yeung è la sua informatrice nella gang ed era con lei durante la sparatoria.
I poliziotti liberano Yao che si reca da Yuze Zhao, un membro di alto rango della Black Tiger Gang. Stabler incontra Michael Quan, il responsabile della campagna di Lee che ha sostituito il personale assegnato a Stabler con la sua sicurezza privata, e la situazione diventa più caotica quando qualcuno mette una ricompensa per chiunque abbia sparato alla moglie di Lee. Intanto Zhao porta Yao da Kai, il leader della gang di Doyers Street, per spiegare le azioni di Yao e consegnarlo per essere ucciso, ma l'Organized Crime interviene. Anche se non riescono ad arrestare Kai, i poliziotti riescono a catturare Zhao. Intanto Lin porta con sé Lily, un'ex schiava usata dai Black Tiger fino a quando è rimasta incinta, che ora lavora nell'ospedale comunitario di Chinatown grazie a Jennifer Lee. Poiché ha aiutato così tante donne trafficate dai Black Tiger, Jennifer si rivela essere il vero obiettivo.
Alla luce di questa verità, Stephen Lee decide di ritirarsi dalla corsa elettorale. Jennifer stava cercando di aiutare Mei Shen, una donna scomparsa un mese dopo un incidente dalla banca in cui lavorava. Dopo aver controllato il cellulare di Jennifer, rintracciano Shen a un indirizzo a Queens e trovano il suo corpo. Il Capitano Lin fa una mossa sui Black Tiger e fa irruzione nel loro nascondiglio, identificando Zhao come l'assassino, nonostante Shen fosse stata uccisa quando Zhao era in custodia. Jennifer Lee si sveglia in ospedale e dice loro che Shen doveva ricevere protezione da Michael Quan. Jet riporta che la campagna di Lee era finanziata da un gruppo bancario in Cina e che Quan era nel consiglio di amministrazione. Stabler promette che Quan sarà punito per il tentativo di omicidio.
- Altri interpreti: François Chau (Michael Quan), Angela Lin (Detective Isabelle Chang), Grant Chang (Stephen Lee), James Roch (Viceispettore Ray Thurman), Esther Chen (Jennifer Lee), Kelvin Han Yee (Capitano Lin), Tina Chilip (Susu), Steve Lin (Yuze Zhao), Robert Lee Leng (Kai), Tommy Bo (Daniel Yao), Ashley Chiu (Lily), Stu Li (Ox), Tien-Li Wu (Ailun).

- Ascolti Italia: telespettatori 261 000 – share 1,3% [23]

## Legami di sangue
- Titolo originale: Blood Ties
- Diretto da: Jonathan Brown
- Scritto da: Alec Wells

### Trama
Il detective Chang collabora con l'Organized Crime per aiutarli a catturare Michael Quan, che ora si candida al consiglio comunale. Per contrastare le operazioni di contrabbando e traffico di esseri umani di Quan, sorvegliano la sua nave per intercettare una presunta spedizione di schiavi, ma trovano solo Wen Shao, un padre disperato alla ricerca del figlio sedicenne Bo, arrivato direttamente dalla Cina. Una scialuppa di salvataggio mancante indica che gli schiavi potrebbero essere stati spostati prima che la nave attraccasse in porto. Gli schiavi, fra cui Bo, vengono rapiti da Kai e dalla gang di Doyer Street. La task force trova un camion Excelsior abbandonato con messaggi segreti dei 12 schiavi che chiedono aiuto. Quan ordina a Kai di uccidere un ufficiale della guardia costiera che lo aveva coperto al molo. Bell e Chang si dirigono da Sorella Shu, un contatto di Chang, per chiedere chi si occupasse della spedizione della nave di Quan. Sebbene sembrino omertosi, Chang è fiducioso che Shu chiederà in giro in modo che i suoi informatori possano informarli. Shao porta Stabler da Bill Huang, il contatto di Shao.
Bill Huang, che falsifica i passaporti per le gang, fornisce a Stabler un indirizzo che Whelan e Reyes hanno già trovato. Shao si precipita nell'edificio e Stabler lo insegue, ma Bo non c'è. Il Capitano Lin viene informato degli affari di Quan, ma Quan nega tutto. I Doyer vengono identificati come la gang che detiene gli schiavi e Stabler incastra Shao per "ricomprare" suo figlio. Shao identifica Bo al venditore, ma questi sostiene che Bo non può essere comprato perché è "speciale" e invita Shao a un'asta in cui Bo viene venduto. Quan offre una donazione di 2 milioni di dollari al Dipartimento di Polizia di New York per una nuova task force contro la tratta di esseri umani, per liberarsi dalla pressione e potenzialmente chiudere l'Organized Crime. Shao entra all'asta come talpa della task force all'edificio. Quan è presente al club dove si tiene l'asta e riconosce Shao da una foto datagli da Kai, a cui ordina di portare via tutto. La polizia interviene dopo che Shao li informa che l'asta si terrà lì. Whelen e Reyes arrestano Kai prima che trasferisca Bo e gli altri schiavi, mentre Stabler arresta Quan. Dopo i recenti eventi, Stabler sceglie di trascorrere il resto della giornata con Eli.
- Altri interpreti: François Chau (Michael Quan), Michael Tow (Wen Shao), Angela Lin (Detective Isabelle Chang), Nicky Torchia (Eli Stabler), James Roch (Viceispettore Ray Thurman), Wai Ching Ho (Sorella Shu), Jamison Yang (Bill Huang), Robert Lee Leng (Kai), Kelvin Han Yee (Capitano Lin), Alec Wang (Bo), Lee Shorten (Li Fung), John Stout Adams (Capitano della Guardia Costiera Colin), Cat Kaylin (Interprete della gang di Doyers Street).

- Ascolti Italia: telespettatori 261 000 – share 1,3% [23]

## Hastag: GEN
- Titolo originale: Tag: GEN
- Diretto da: John Polson
- Scritto da: Nick Culbertson

### Trama
Whelan e Reyes vanno sotto copertura in un locale gay alla ricerca di Paolo Costa, uno spacciatore di Rio. Durante l'operazione, qualcuno sviene nel locale e Paolo viene picchiato prima di essere arrestato da un uomo non identificato. L'uomo svenuto viene identificato come Eric Geary, un poliziotto. Viene portato in ospedale e, una volta stabilizzato, dichiara di essere stato drogato con GHB. Costa interviene durante l'interrogatorio sulla droga e sui soggetti a cui la vende. La squadra si mette all'opera per trovare l'uomo che ha aggredito Costa. Bell e Jet lo rintracciano e lo arrestano. L'uomo afferma di essersi ribellato a qualcuno che prendeva di mira gli uomini gay nel locale, drogandoli e derubando i loro conti in banca. Chang viene coinvolto nel caso e racconta loro di un'impronta di scarpa sulla schiena di una vittima; ulteriori indagini rivelano che le vittime sono state aggredite in cinque locali di proprietà di Robert Petrillo, sospettato di associazione mafiosa. Stabler e Bell lo interrogano sui suoi contatti e Petrillo nega il suo coinvolgimento. La sergente Bell viene chiamata in causa quando qualcuno muore per overdose di GHB. Un vicino la informa di qualcuno che la vittima frequentava. Geary segnala a Bell la scomparsa di un orologio mentre era al club. La task force controlla un banco dei pegni per ottenere un filmato del ladro, che viene trovato e arrestato. Si rivolge ad un avvocato nonostante abbia confessato di far parte di una banda e gli viene trovato addosso un manifesto che pubblicizzava un evento di una festa itinerante.
Petrillo va da suo figlio Alex, interrogandolo sugli attacchi ai club, ma Alex è più preoccupato per i debiti del padre. Geary viene chiamato ad assistere Stabler, che sta andando sotto copertura. Al club, trovano "Ben", un osservatore dei ladri, e Alex Petrillo, che cerca di drogare Stabler. La task force interviene e arresta Alex, confrontando il suo stivale con quello della vittima nella foto. Alex aveva derubato le vittime per pagare Frank Moretti, un boss mafioso a cui suo padre Robert deve dei soldi. Per aiutarli a rintracciare Moretti, stringono un accordo con Alex, che li porta in un luogo dove Robert viene ricattato da Moretti per consegnargli i club. Alex scopre che Robert ha riciclato denaro per la mafia. Moretti viene catturato e arrestato dopo aver sparato a Robert.
- Altri interpreti: Max Sheldon (Alex Petrillo), Angela Lin (Detective Isabelle Chang), Adrian Anchondo (Detective Eric Geary), Shalim Ortiz (Paolo Costa), Ben Toomer (Dominic), Tyler Hopkins (Damon), Ray Abruzzo (Frank Moretti), Marc Kudisch (Robert Petrillo), Brad Greer (Michael), Danny Burgos (Chris), Will Carlyon (Ben), Kenny Kelleher (Mark), Robert M. Jimenez (Juan).

- Ascolti Italia: telespettatori 184 000 – share 1,1% [24]

## Una soluzione diplomatica
- Titolo originale: A Diplomatic Solution
- Diretto da: Jon Cassar
- Scritto da: Christina Piña

### Trama
Il capo Novak del controspionaggio del NYPD arriva durante un'assemblea ONU per fornire una scorta di alto profilo a un ministro degli Esteri di nome Diya Laghari da Delhi. La donna è chiamata a tenere un discorso che potrebbe cambiare le sorti della guerra in Ucraina. Stabler prende personalmente in custodia la signora Laghari e la sua valigetta prima che la scorta venga attaccata da un'autobomba a distanza; l'assistente personale di Laghari, Sita, rimane ferita. Poco dopo, Laghari viene accompagnata al Consolato e Stabler incontra il suo capo della sicurezza, Veer. Whelan e Reyes ispezionano le fogne e vengono in seguito messi alle strette da alcuni abitanti del sottosuolo che li indirizzano verso un sospetto. Jet esegue il riconoscimento facciale sul sospetto e Bernadette lo identifica come russo dalla marca di sigarette che possiede. Vikram Patel, l'autista originale della signora Lagari, che non era presente durante l'attentato, viene trovato morto in casa sua, colpito alla testa. Sebbene Patel abbia venduto informazioni sul percorso dell'auto, Laghari con sottigliezza incrimina Veer come sospetto.
Reyes fa visita a un suo amico per le sigarette e scopre che un certo Ivan Ostrowski, ex militare russo, ha fatto esplodere la bomba. La task force fa irruzione in casa sua e trova prove che lo identificano come l'attentatore prima di arrestarlo. Trovano una lista di persone da colpire che include Patel, Laghari e un certo Leland Johnson, che ha rubato semiconduttori da una fabbrica militare, utilizzati in varie armi governative. Johnson viene trovato dopo che Veer raccoglie la sua consegna e la task force lo arresta. Il consolato viene quindi perquisito e perquisito; Veer viene arrestato per traffico illegale di armi, ma è stata Laghari a tentare di lasciare il Paese con i semiconduttori. Viene messa in atto una copertura diplomatica per farla tornare in India a mani vuote.
- Altri interpreti: Ellen Burstyn (Bernadette Stabler), Karen David (Diya Laghari), James Roch (Viceispettore Ray Thurman), Kamran Shaikh (Veer), Joe Forbrich (Capo Nowak), Sunita Deshpande (Sita), Kushtrim Hoxha (Mikhail), Bond Mgebrishvili (Ivan Ostrovsky), Jerry Clicquot (Walter), Donovan Price (Tecnico degli Artificieri dell'FBI David), Tamil Periasamy (Avinash), Andrew O'Shanick (Agente dell'FBI), John Gionis (Reporter).

- Ascolti Italia: telespettatori 184 000 – share 1,1% [24]

## Il principio di Pareto
- Titolo originale: Pareto Principle
- Diretto da: Gonzalo Amat
- Scritto da: David Graziano e Brendan Feeney

### Trama
A Staten Island, l'agente Curtis McCrary dell'FBI chiama l'Organized Crime quando la moglie trova la testa decapitata di Phil McBride nell'asciugatrice. Si scopre che faceva parte di una banda di rapinatori di banche, probabilmente collegati a rapine a Union Square per un valore di oltre 2 milioni di dollari. Un altro membro della banda, Frank Little, è stato ucciso a colpi d'arma da fuoco la mattina precedente. Sono legati dal loro lavoro da un exchange di criptovalute. L'indagine li porta a Lloyd Bloom, che vive con la sorella di Phil a Rosebank e lavora come elettricista per la Con-Electric. Viene arrestato per essere interrogato, dopo essere stato trovato in possesso di borsoni che aveva nascosto con 1 milione di dollari al loro interno. Sostiene che McBride gli abbia dato la borsa per tenerla al sicuro. Il ritrovamento dell'arma del delitto collega Bloom all'omicidio di Little, ma non direttamente all'omicidio di McBride. Il DNA di Junior Suarez trovato sulla scena del delitto di McBride lo incrimina, sebbene la notte dell'omicidio avrebbe dovuto essere in prigione. Riceveva frequenti visite dalla sorella gemella Tiffany, così Reyes va a interrogarla e scopre che Suarez le ha dato di recente venticinquemila dollari. Anche la sorella di Suarez è un'elettricista come Lloyd. Una guardia carceraria, Mike Pendergast, diventa un sospettato quando viene collegato a numerosi congedi fittizi. Pendergast viene poi arrestato in un'operazione sotto copertura, ma non prima di aver tentato di inviare un segnale. Pendergast pagava i suoi sicari solo con le sigarette, rivelando che Suarez accettava lavori secondari per denaro. Il suo DNA viene trovato su un'altra scena del crimine, un'indicazione di qualcosa di più grande dei sicari del carcere. Dopo un notevole stress, Stabler ha un'allucinazione di sua moglie nella stanza degli interrogatori.
- Altri interpreti: Ellen Burstyn (Bernadette Stabler), Mac Brandt (Lloyd Bloom), Francois Battiste (Agente Curtis McCrary), James Andrew O'Connor (Agente Mike Pendergast), Frank Wood (Medico Legale Dr. Abel Truman), Isabel Gillies (Kathy Stabler), Hannah Jane McMurray (Emily McBride), Justin Mortelliti (Phil McBride), Omar Evans (Pup Peters), Dale Place (Julius Schwartzman), Marvin St-Jean (Dwayne Jefferson), Diomargy Nuñez (Tiffany Suarez), Marc Reign (Junior 'Impulsivo' Suarez).

- Ascolti Italia: telespettatori 184 000 – share 1,1% [24]

## Crimini su commissione
- Titolo originale: Shadowërk
- Diretto da: Tess Malone
- Scritto da: Brendan Feeney (sceneggiatura), Candice Sanchez McFarlane (sceneggiatura) e David Graziano (soggetto)

### Trama
L'Unità Vittime Speciali viene chiamata a collaborare quando Junior Suarez viene collegato a un caso di stupro su commissione su cui stanno lavorando. Benson e Stabler vanno a Greenhaven per controllare il cellulare di Suarez e trovano un telefono. Lì, Benson ha un incontro spiacevole con Oscar Papa, il leader di BX9. Il sergente Bell interroga in seguito Maria Varga e identifica Juarez come il suo aggressore. Jet scopre di essere stata pagata in bitcoin e di aver ottenuto il lavoro online. Whelan e Reyes vengono incaricati di controllare il computer di Derek Scully, il precedente datore di lavoro di Varga, ma scoprono che è stata sua moglie ad assumere Juarez da un sito web chiamato "Shadowërk", una piattaforma del dark web per i depravati. Mentre Bell e Jet seguono la pista del denaro per smascherare l'anonimo creatore del sito web, Stabler chiede aiuto alla professoressa Rollins per decifrare un indizio chiave. Sul sito, trovano i selfie degli stupri commessi, insieme a un elenco di altre richieste per crimini violenti. Trovano nove utenti che volevano l'omicidio di Rachel Lee Sprague e Stabler li fa arrestare. Interrogano il vicino di casa, il quale rivela di aver versato 500 dollari in una raccolta fondi per l'omicidio di Sprague.
Un'analisi più approfondita del sito di Shadowërk rivela che il sito è attivo in tutto il mondo, con incarichi assegnati contrassegnati dal simbolo della katana. Poco dopo, il sito emette un "ordine di cattura" per Gary Longo, un allibratore, e Stabler e Whelan si precipitano nel Bronx per fermare l'operazione. Preparano un'operazione sotto copertura contro il suo appartamento e un sospetto autista di camion per le consegne della Core Global, "Josh Crocklen", si avvicina armato e viene arrestato. Rivela che tutto passa attraverso un certo Hyakunin Giri, che riceve i selfie. Una volta che l'indirizzo IP di Hyakunin Giri viene rintracciato a Dublin, Ohio, McCrary viene incaricato delle indagini. Dopo aver inviato un falso selfie per l'"ordine di cattura" di Longo, Crocklen viene pagato milioni. Stabler va da Rollins, che traccia il profilo di una persona che si sente impotente nella propria vita. McCrary torna quando Shadowërk emette un "ordine di cattura" per Barbara Zeigler, un giudice federale che verrà poi trovata assassinata.
- Altri interpreti: Mariska Hargitay (Capitano Olivia Benson), Francois Battiste (Agente Curtis McCrary), Goya Robles (Oscar Papa), Robert Turano (Gary Longo), Lou Martini Jr. (Ron Freddo), Pamela Mitchell (Gretchen Scully), Tatiana Cruz (Maria Varga), Rigo Garay (Sacrilego), Dale Place (Julius Schwartzman), Marc Reign (Junior 'Impulsivo' Suarez), Kendall Slocum (Josh Conklin), Caroline Duncan (Diane Conklin) e Kelli Giddish (Amanda Rollins).

- L'episodio è la seconda parte di un crossover di quattro parti iniziato con Cose sbagliate (episodio 24x21 di Law & Order - Unità vittime speciali), proseguito con Ogni dolore è una malattia (episodio 24x22 di Law & Order: Unità vittime speciali) e terminato con Dai tanti nomi (episodio 3x22 di Law & Order: Organized Crime).[25]

- Ascolti Italia: telespettatori 225 000 – share 1,2% [26]

## Dai tanti nomi
- Titolo originale: With Many Names
- Diretto da: John Polson
- Scritto da: Julie Martin (sceneggiatura), Nicholas Evangelista (sceneggiatura) e David Graziano (soggetto)

### Trama
Shadowërk mette una taglia di 50.000 dollari su Oliva Benson ed Elliot Stabler. Jacob Bettencourt, un informatico associato a Shadowërk, viene interrogato da Whelan e Reyes. In risposta alla taglia, i federali ritirano Benson e Stabler dal servizio attivo. Linda Wilkie viene interrogata e le sue indagini portano a suo figlio, Kyle, che ha lavorato come programmatore al campo estivo negli ultimi cinque anni. La polizia e l'FBI fanno irruzione in casa Wilkie, ma Kyle non c'è. Benson e Stabler vengono aggrediti in un ristorante e, dopo che Benson viene colpita, lei uccide il colpevole. Linda Wilkie ottiene un avvocato prima di essere interrogata dai sergenti Bell e Finn. Si rifiuta di consegnarlo finché Rollins non parla con lei di un biglietto d'addio che lui ha lasciato a Natale. Lo trovano al campo estivo attualmente chiuso e trovano i selfie sul muro della sua cabina. Sfortunatamente, Kyle spara a Whelan al collo. Wilkie si accoltella dopo aver visto Stabler. Questo costringe i medici a dare priorità al salvataggio di Kyle rispetto a quello di Whelan. Wilkie viene portato all'ospedale del carcere. Kyle è costretto a chiudere Shadowërk quando sua madre viene accusata ed estradata dall'Ohio. Whelan rimane paralizzato all'uscita dalla sala operatoria e il padre, in visita, gli toglie il supporto vitale. Wilkie va in prigione a vita.
- Altri interpreti: Ice-T (Sergente Odafin 'Fin' Tutuola), Peter Scanavino (Avvocato Dominick 'Sonny' Carisi, Jr.), Molly Burnett (Detective Grace Muncy), Terry Serpico (Capo Tommy McGrath), Octavio Pisano (Detective Joe Velasco), Jasmine Batchelor (Detective Tonie Churlish), Mariska Hargitay (Capitano Olivia Benson), Francois Battiste (Agente Curtis McCrary), Kadia Saraf (Procuratore degli Stati Uniti Anya Avital), Winter Andrews (Kyle Wilkie), Marinda Anderson (Angie Glick), Caitlin O'Connell (Sandra Sherman), Keira Naughton (Linda Wilkie) e Kelli Giddish (Amanda Rollins).
- L'episodio conclude un crossover di quattro parti iniziato con Cose sbagliate (episodio 24x21 di Law & Order: Unità vittime speciali), Crimini su commissione (episodio 3x21 di Law & Order: Organized Crime) e Ogni dolore è una malattia (episodio 24x22 di Law & Order - Unità vittime speciali).[25]
- Ascolti Italia: telespettatori 241 000 – share 1,3% [14]